# 颱風啟德 (2005年)
颱風啟德（英語：Typhoon Kai-tak，國際編號：0521，聯合颱風警報中心：22W）為2005年太平洋颱風季第二十一個被命名的風暴。「啟德」（英語：Kai Tak）一名由香港提供，為地名，源於啟德濱及啟德機場，現址為啟德發展區。

## 發展過程
10月28日一熱帶低氣壓於南沙島以北約280公里的南海上形成。它大致向西北移動，於10月29日加強至熱帶風暴，並命名為啟德。其後“啟德”在10月29日達到颱風強度。啟德於11月2日在越南河靜省奇英縣登陸，當晚在越南清化省常春縣附近消散。

## 影響

### 越南
在颱風啟德吹襲越南期間，造成24人死亡，14人受傷，損毀近7500間房屋。中共中央總書記、中華人民共和國主席胡錦濤縮短在越南的訪問，取消原定在11月1日下午前往峴港的行程，提前返國。

## 外部連結
- （日語）http://www.jma.go.jp/ （页面存档备份，存于） 日本氣象廳首頁
- （英文）http://www.usno.navy.mil/JTWC/ （页面存档备份，存于） 聯合颱風警報中心首頁
- （简体中文）https://web.archive.org/web/20120928121548/http://www.nmc.gov.cn/ 中央氣象台首頁
- （繁體中文）http://www.cwb.gov.tw/ （页面存档备份，存于） 中央氣象局首頁
- （繁體中文）http://www.hko.gov.hk/ （页面存档备份，存于） 香港天文台首頁
- （繁體中文）http://www.smg.gov.mo/ （页面存档备份，存于） 澳門地球物理暨氣象局首頁